# Pièce de 5 francs Voltaire
Pour les articles homonymes, voir 5 francs.
La Cinq francs Voltaire est une pièce de monnaie commémorative de cinq francs français émise en 1994 à l'occasion du tricentenaire de la naissance de Voltaire.
Dessiné par l'atelier des Monnaies et Médailles, l'avers est illustré par un portrait de Voltaire âgé d'après la célèbre sculpture en marbre réalisée par Houdon qui est située au musée de l'Ermitage à Saint-Pétersbourg. Le revers représente le Panthéon, lieu où il est inhumé, une plume d'écriture symbolisant l'écrivain et sa signature.
Dérivée du type Semeuse, cette monnaie utilise les mêmes flans avec une âme en cupronickel (cuivre 750, nickel 250) et un plaquage en nickel pur et présente les mêmes caractéristiques physiques avec un diamètre de 29 mm et une épaisseur de 2 mm pour une masse de 10 grammes avec une tolérance de +/- 30 millièmes.

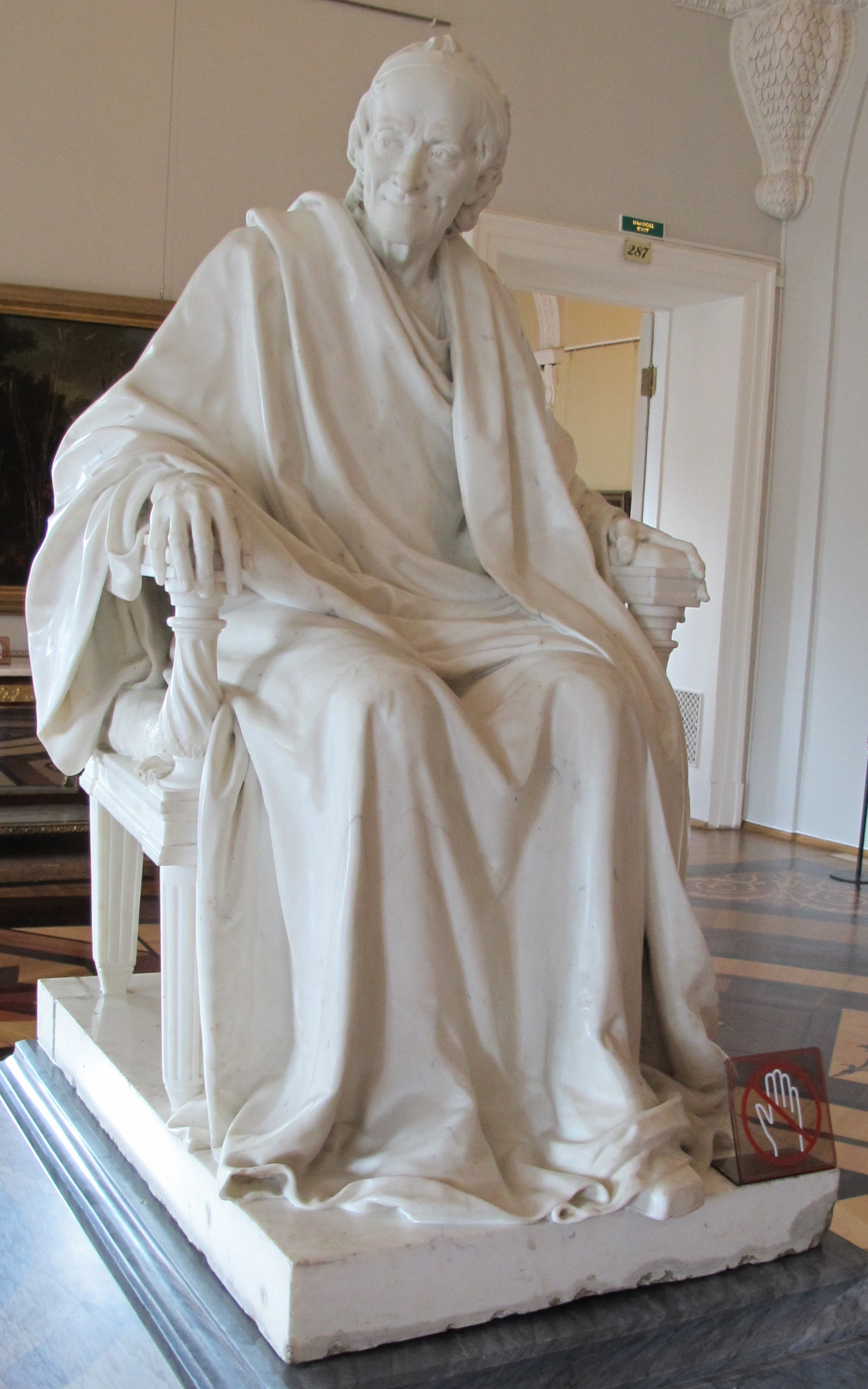
La statue réalisée par Houdon qui a servi de modèle pour le portrait à l'avers.
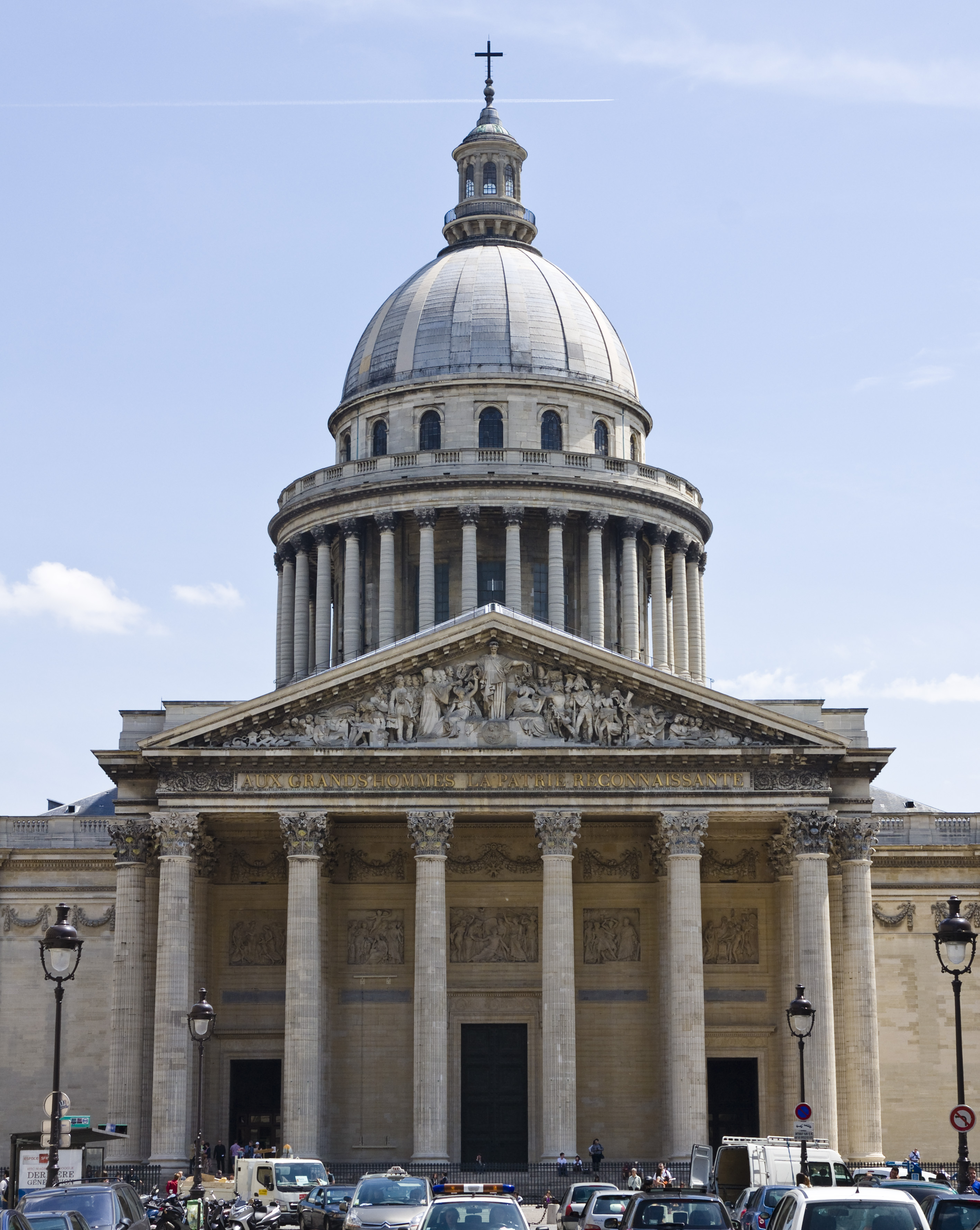
Le Panthéon vu de face tel qu'il est représenté sur le revers.

## Frappes
| millésime | numéro catalogue | tirage     | remarques |
| --------- | ---------------- | ---------- | --------- |
| 1994      | F.344/1          | 1 850      | essai     |
| 1994      | F.344/2          | 15 000 031 |           |

Selon le Journal Officiel il devait être fabriqué au total 15 000 000 de pièces du type Voltaire.

## Sources
- Arrêté du 26 septembre 1994 relatif à la frappe et à la mise en circulation d'une pièce commémorative de 5 F, JORF no 231 du 5 octobre 1994, p. 14077, sur Légifrance
- Compagnie Générale de Bourse